# 费歇尔糖苷化
费歇尔糖苷化反应（Fischer glycosylation）是醛糖或酮糖与醇在酸催化下反应，生成糖苷。 此反应由德国化学家赫尔曼·埃米尔·费歇尔在1893-1895年期间发现。
一般反应是以醇为溶剂，制成糖在醇中的溶液或悬浮液。反应为一平衡，产物是多种异构体的混合物，包括环元数不同、端基异构产物以及少量链型糖。以己糖为原料时，反应时间较短时主要生成呋喃糖，反应时间较长时则主要产生吡喃糖。长时间反应也会使产物转变为热力学上更为稳定的α-端基异构体。

从葡萄糖到甲基葡萄糖苷的费歇尔糖苷化，三甲基氯硅烷为催化剂。

## Helferich法
以酚为底物的糖苷化。